# 325
Évszázadok: 3. század – 4. század – 5. század
Évtizedek: 270-es évek – 280-as évek – 290-es évek – 300-as évek – 310-es évek – 320-as évek – 330-as évek – 340-es évek – 350-es évek – 360-as évek – 370-es évek
Évek: 320 – 321 – 322 – 323 –  324 – 325 – 326 – 327 – 328 – 329 – 330

## Események

### Római Birodalom
- Valerius Proculust (helyettese májustól Iulius Iulianus) és Sextus Anicius Paulinust választják consulnak.
- A trónfosztott Licinius a gótok segítségével próbálja visszaszerezni hatalmát. Terveire fény derül, Constantinus császár pedig előző évi társuralkodójával, Martinianusszal együtt elfogatja és kivégezteti.
- Május 20-án elkezdődik az első niceai zsinat, amelyen elítélik és eretnekségnek nyilvánítják Arius tanításait és közzéteszik a niceai hitvallást, miszerint a Szentháromság mindhárom tagja egyenlő. Ariust Illíriába száműzik, írásait elégetik. A zsinat meghatározza a húsvét számításának módszerét is.
- Constantinus megtiltja, hogy az elítélt bűnözőket gladiátorként arénába küldjék.

### Perzsia
- A születésekor megkoronázott II. Sápur szászánida király 16 évesen nagykorúvá válik és hadjáratot indít a határvidéken fosztogató arab törzsek ellen.

### Kína
- A 26 éves Ming császár megbetegszik és meghal. Utóda négy éves fia, Sze-ma Jan, aki a Cseng uralkodói nevet veszi fel. A kormányzást nagybátyja, Jü Liang végzi régensként.

## Halálozások
- Október 18. – Csin Ming-ti, kínai császár
- Licinius, római császár
- Sextus Martinianus, római császár

## Fordítás
- Ez a szócikk részben vagy egészben  a(z)   325 című angol Wikipédia-szócikk ezen változatának fordításán alapul.  Az eredeti cikk szerkesztőit annak laptörténete sorolja fel. Ez a jelzés csupán a megfogalmazás eredetét és a szerzői jogokat jelzi, nem szolgál a cikkben szereplő információk forrásmegjelöléseként.